# آلبرت مکینروی
آلبرت مکینروی (به انگلیسی: Albert McInroy) بازیکن فوتبال زادهٔ ۲۳ آوریل ۱۹۰۱ اهل انگلستان بود که سابقهٔ بازی در تیم ملی فوتبال انگلستان را در کارنامهٔ خود دارد. وی در تاریخ ۲۰ اکتبر ۱۹۲۶ تنها بازی ملی خود را در مقابل تیم ملی فوتبال ایرلند شمالی انجام داد.